# Bette Midler
Bette Midler (Honolulu (Hawaï), 1 december 1945) is een Amerikaanse zangeres, actrice, activiste en comédienne. Haar joodse ouders noemden haar naar de actrice Bette Davis. Ze is ook bekend geworden onder haar informele artiestennaam The Divine Miss M. In haar carrière van bijna een halve eeuw, heeft ze meerdere filmprijzen gewonnen en wereldwijd meer dan 30 miljoen albums verkocht.

## Biografie

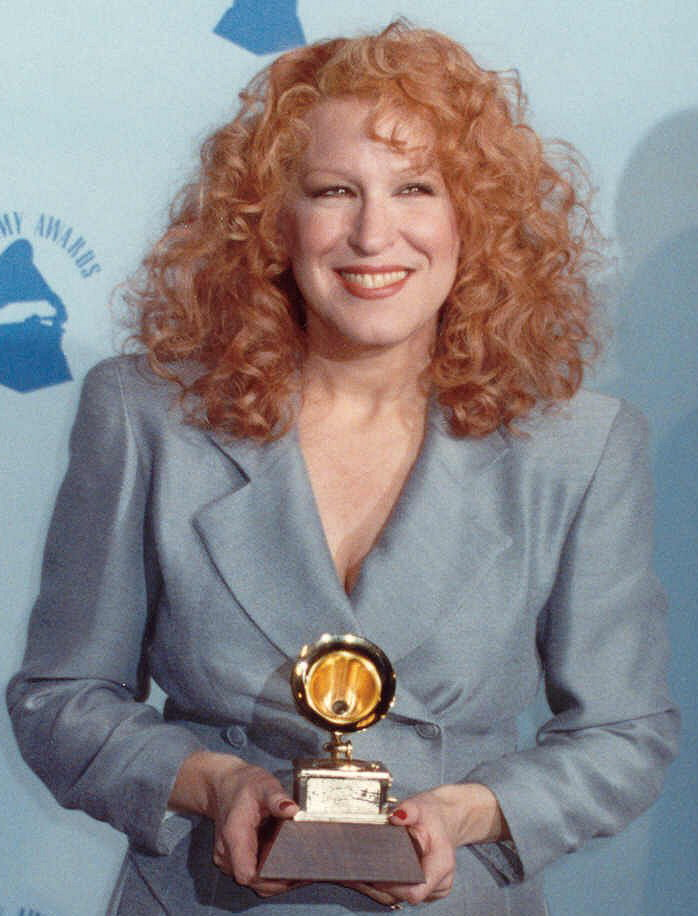
Bette Midler tijdens de uitreiking van de Grammy Awards (1990).

Midler studeerde drama aan de Universiteit van Hawaï. Haar carrière als zangeres begon in homo-badhuizen in New York waar ze onder andere bevriend raakte met Barry Manilow, die haar begeleidde op de piano. Hij produceerde ook haar eerste album, The Divine Miss M. Sophie Tucker is van grote invloed op haar geweest. Haar eerste filmrol was in de film Hawaii als figurant waar ze een zeezieke passagier speelde.
Midler is getrouwd en heeft een dochter.

## Carrière

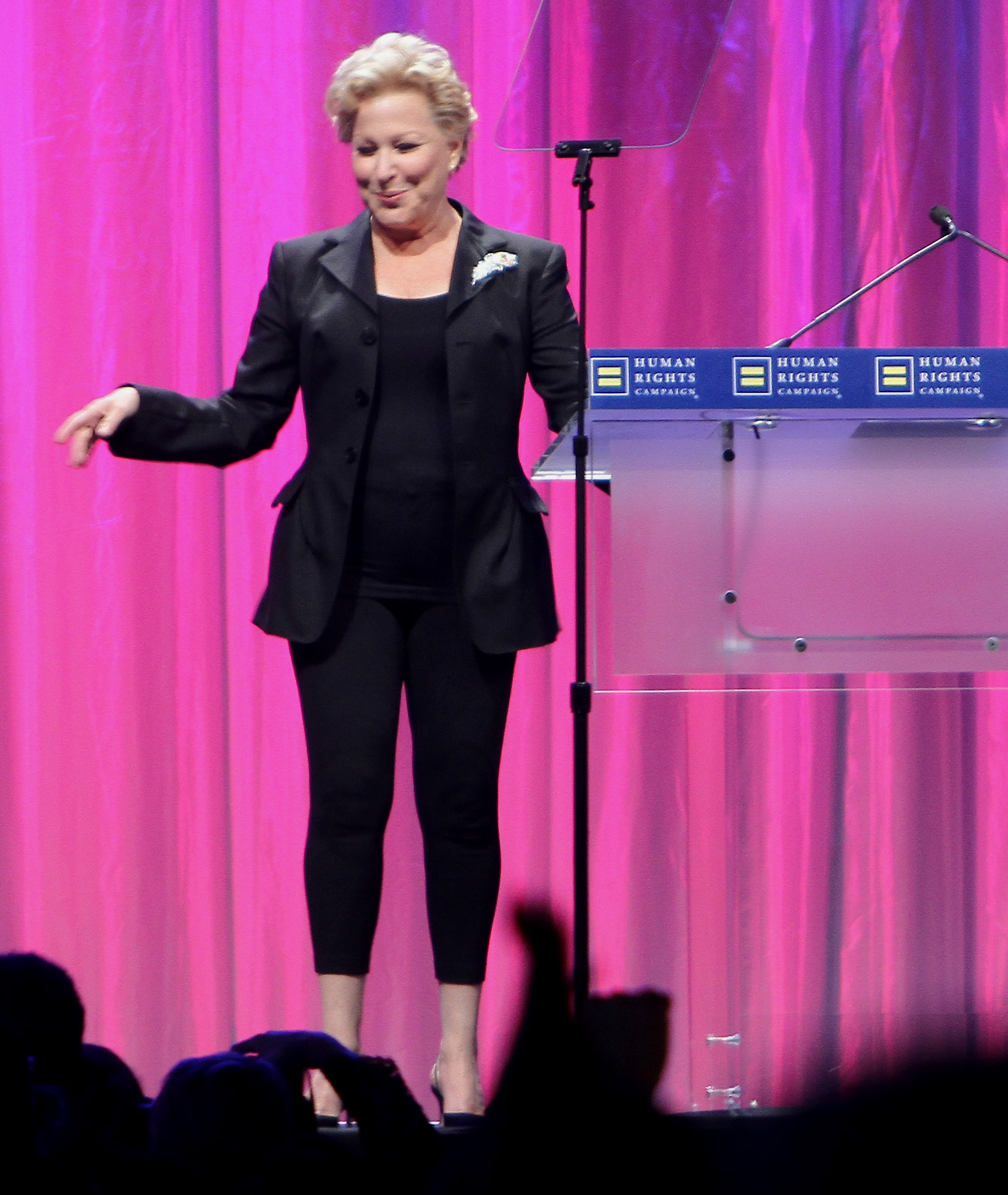
Midler in 2010.

Midler verscheen in Fiddler on the Roof op Broadway, maar haar zangtalenten maakten haar een ster. Haar eerste filmrol was als drugsverslaafde rock-muzikant in de film The Rose, gebaseerd op het leven van Janis Joplin. Ze kreeg een Oscarnominatie voor Beste Actrice voor haar rol.
Na het floppen van de film Jinxed waarin ze een moeilijke samenwerking had met de regisseur en tegenspeler, leek haar carrière als filmactrice al tot een einde te komen. Vier jaar later kreeg ze echter in 1986 een rol in Down and Out in Beverly Hills, het begin van een succesvolle carrière in komediefilms. Andere films in dit genre waarin ze speelde zijn Ruthless People, Outrageous Fortune en Big Business.
Andere films waarin ze speelt zijn Scenes From a Mall, For the Boys (hiervoor kreeg ze een Oscarnominatie) en Hocus Pocus, The First Wives Club, The Stepford Wives en Isn't She Great.
Ze heeft onder andere in The Simpsons, Seinfeld en The Nanny een bijrol gehad, waar ze zichzelf speelde.
Ook heeft ze van 2000 tot 2001 een eigen sitcom gehad, genaamd Bette, waar ze is genomineerd voor een Golden Globe Award.
Op 1 april 2014 kwam haar boek Bette Midler: A View From a Broad uit. In 2019 dook ze in de laatste afleveringen van het eerste seizoen van The Politician op, waar ze de campagneleidster Hadassah Gold speelde. Voor deze gastrol werd ze genomineerd voor een Primetime Emmy Award. In het tweede seizoen werd haar rol opgewaardeerd naar een hoofdrol.
In 2022 verscheen ze opnieuw als Winnie Sanderson in Hocus Pocus 2.

## Vrijwilligerswerk
Midler richtte in 1995 het New York Restoration Project (NYRP) op, een non-profitorganisatie met als doel verwaarloosde parken in de achtergestelde wijken nieuw leven in te blazen. Al eerder, toen de stad in 1991 uit commercieel belang honderdveertien volkstuinen wilde veilen leidde Midler een coalitie om de tuinen te redden. Midler zorgde er voor dat met de inzet van vrijwilligers de tuinen veilig, schoon en levendig bleven.

## Discografie

### Singles
| Single met eventuele hitnotering(en) in de Nederlandse Top 40 | Datum van verschijnen | Datum van binnenkomst | Hoogste positie | Aantal weken | Opmerkingen             |
| ------------------------------------------------------------- | --------------------- | --------------------- | --------------- | ------------ | ----------------------- |
| Boogie woogie bugle boy                                       | 25-8-1973             |                       | tip18           |              |                         |
| In the mood                                                   | 9-3-1974              |                       | tip23           |              |                         |
| Beast of burden                                               | 1984                  | 17-3-1984             | 10              | 8            |                         |
| From a distance                                               | 1990                  | 3-8-1991              | 33              | 3            |                         |
| To deserve you                                                | 1996                  | 18-5-1996             | 5               | 14           | Dancesmash op Radio 538 |

Voorts verscheen van haar de single The Rose; wel een succes in de Verenigde Staten; niet in Nederland; het staat wel in de Radio 2 Top 2000.

### Albums
- 1972: The Divine Miss M
- 1973: Bette Midler
- 1976: Songs for the New Depression
- 1977: Live at Last (Live in Cleveland)
- 1977: Broken Blossom
- 1979: Thighs and Whispers
- 1980: The Rose
- 1983: No Frills
- 1990: Some People's Lives
- 1993: Greatest hits (compilatiealbum)
- 1995: Bette of Roses
- 1996: Experience the divine - Greatest hits (compilatiealbum)
- 1998: Bathhouse Betty
- 2000: Bette
- 2003: Sings the Rosemary Clooney Songbook
- 2005: Sings the Peggy Lee Songbook
- 2006: Cool Yule
- 2014: It's the Girls!
- 2015: A Gift of Love (compilatiealbum)

### Radio 2 Top 2000
| Nummers met noteringen in de NPO Radio 2 Top 2000 | '99 | '00 | '01 | '02  | '03 | '04 | '05 | '06  | '07  | '08 | '09  | '10  | '11  | '12  | '13  | '14  | '15  | '16  | '17  | '18  | '19  | '20  | '21  | '22  | '23 | '24 |
| ------------------------------------------------- | --- | --- | --- | ---- | --- | --- | --- | ---- | ---- | --- | ---- | ---- | ---- | ---- | ---- | ---- | ---- | ---- | ---- | ---- | ---- | ---- | ---- | ---- | --- | --- |
| Beast of Burden                                   | 521 | 459 | 346 | 595  | 751 | 547 | 571 | 782  | 756  | 650 | 899  | 825  | 1024 | 1280 | 1296 | 1105 | 1509 | 1341 | 1410 | 1837 | 1950 | 1793 | 1810 | 1997 | -   | -   |
| From a Distance                                   | 652 | 773 | 834 | 1063 | 847 | 756 | 721 | 1086 | 928  | 869 | 1650 | 1395 | 1813 | -    | -    | -    | -    | -    | -    | -    | -    | -    | -    | -    | -   | -   |
| The Rose                                          | 47  | 35  | 30  | 43   | 44  | 36  | 32  | 34   | 24   | 27  | 33   | 29   | 35   | 86   | 105  | 85   | 100  | 94   | 97   | 177  | 193  | 198  | 228  | 286  | 288 | 281 |
| To deserve you                                    | -   | -   | -   | -    | -   | -   | -   | -    | 1937 | -   | -    | -    | -    | -    | -    | -    | -    | -    | -    | -    | -    | -    | -    | -    | -   | -   |
| Wind Beneath My Wings                             | -   | -   | -   | -    | -   | -   | 626 | 603  | 471  | 817 | 858  | 746  | 902  | 1301 | 1445 | 1249 | 1431 | 1797 | 1841 | -    | -    | -    | -    | -    | -   | -   |

1. ↑  Een '-' betekent dat het nummer niet was genoteerd en een vetgedrukt getal geeft de hoogste notering van een nummer aan.

## Filmografie
- Hawaii (1966)
- Scarecrow in a Garden of Cucumbers (1972)
- The Thorn (1974)
- The Rose (1979)
- Divine Madness! (1980)
- Jinxed! (1982)
- Down and Out in Beverly Hills (1986)
- Ruthless People (1986)
- The Lottery (1987)
- Outrageous Fortune (1987)
- Big Business (1988)
- Oliver & Co. (1988)
- Beaches (1988)
- Stella (1990)
- Scenes from a Mall (1991)
- For the Boys (1991)
- Hocus Pocus (1993)
- A Century of Cinema (1994)
- Get Shorty (1995) (Cameo)
- The First Wives Club (1996)
- That Old Feeling (1997)
- Get Bruce (1999)
- Fantasia 2000 (1999)
- Drowning Mona (2000)
- Isn't She Great (2000)
- The Stepford Wives (2004)
- Then She Found Me (2007)
- The Women (2008)
- Cats & Dogs: The Revenge of Kitty Galore (2010)
- Parental Guidance (2012)
- Freak Show (2017)
- The Politician (2019 en 2020)
- The Glorias (2020)
- Hocus Pocus 2 (2022)